# Rejon Nookat
Rejon Nookat (kirg. Ноокат району; ros. Ноокатский район) – rejon w Kirgistanie w obwodzie oszyńskim. W 2009 roku liczył 236 455 mieszkańców (z czego 73,6% stanowili Kirgizi, 25,9% – Uzbecy) i obejmował 38 407 gospodarstw domowych. Siedzibą administracyjną rejonu jest Nookat.